# Narindra Rakotovao
Narindra Herintsoa Rakotovao, née le 3 avril 1998 à Antananarivo, est une judokate malgache.

## Carrière
Narindra Rakotovao est médaillée de bronze des championnats d'Afrique de judo 2020 à Antananarivo dans la catégorie des moins de 57 kg.
Elle est médaillée d'argent dans cette catégorie aux Jeux de la Francophonie de 2023 à Kinshasa puis médaillée de bronze aux Jeux des îles de l'océan Indien 2023 à Antananarivo.